# Ứng dụng COVID-19
Ứng dụng COVID-19 là các ứng dụng phần mềm di động được thiết kế để hỗ trợ theo dõi liên lạc để đối phó với đại dịch coronavirus 2019-20, tức là quá trình xác định người ("liên hệ") có thể đã tiếp xúc với người bị nhiễm bệnh.

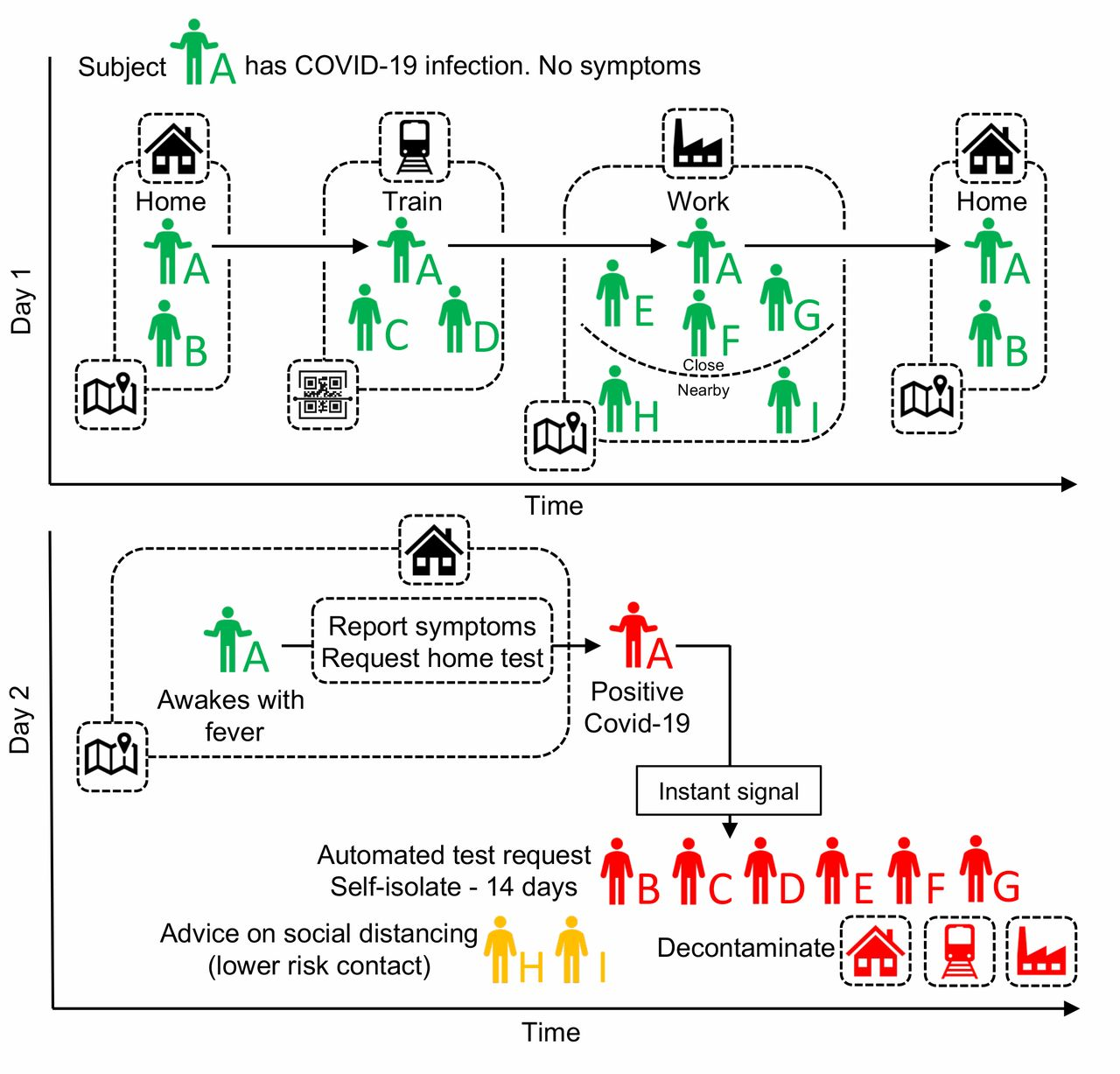
Ví dụ đề xuất cho ứng dụng theo dõi liên hệ COVID-19 dựa trên vị trí: Danh bạ của cá nhân A (và tất cả các cá nhân sử dụng ứng dụng) được truy tìm bằng cách sử dụng đồng bộ hóa GPS với người dùng ứng dụng khác, được bổ sung bằng cách quét mã QR được hiển thị trên cao và các tiện ích công cộng. Cá nhân A yêu cầu xét nghiệm SARS-COV-2 (sử dụng ứng dụng) và kết quả xét nghiệm dương tính của họ kích hoạt thông báo tức thì cho các cá nhân đã tiếp xúc gần gũi. Ứng dụng tư vấn cách ly cho trường hợp (cá nhân A) và cách ly các liên hệ của họ.

Nhiều ứng dụng đã được phát triển hoặc đề xuất, với sự hỗ trợ chính thức của chính phủ ở một số vùng lãnh thổ và khu vực pháp lý. Một số khung để xây dựng các ứng dụng theo dõi liên lạc đã được phát triển. Những lo ngại về quyền riêng tư đã được nêu ra, đặc biệt là về các hệ thống dựa trên việc theo dõi vị trí địa lý của người dùng ứng dụng.
Các lựa chọn thay thế ít xâm phạm hơn bao gồm việc sử dụng tín hiệu Bluetooth để ghi lại sự gần gũi của người dùng với các điện thoại di động khác. Vào ngày 10 tháng 4 năm 2020, Google và Apple cùng tuyên bố rằng họ sẽ tích hợp chức năng để hỗ trợ các ứng dụng dựa trên Bluetooth đó trực tiếp vào hệ điều hành Android và hệ điều hành iOS.

## Các quốc gia có ứng dụng truy tìm liên hệ chính thức
Tại nước Trung Quốc, chính phủ Trung Quốc, kết hợp với Alipay, đã triển khai một ứng dụng cho phép công dân kiểm tra xem họ có tiếp xúc với những người có COVID-19 hay không. Nó được sử dụng trên hơn 200 thành phố của Trung Quốc.
Tại Singapore, một ứng dụng có tên TraceTogether đang được sử dụng rộng rãi tại đất nước này. Additionally an open source digital contact tracing protocol, BlueTrace, was developed.
Cộng hòa Séc đã ra mắt một ứng dụng truy tìm nguồn gốc từ Singapore có tên eRouška (eFacemask). Ứng dụng được phát triển bởi cộng đồng CNTT địa phương, được phát hành dưới dạng mã nguồn mở và sẽ được bàn giao cho chính phủ.
Bắc Macedonia đã ra mắt ứng dụng mang tên "StopKorona!", một ứng dụng dựa trên Bluetooth để theo dõi bệnh nhân nhiễm với những người có khả năng bị nhiễm bệnh và cung cấp phản hồi nhanh chóng cho các cơ quan chăm sóc sức khỏe. Ứng dụng này được phát triển và quyên góp bởi một công ty IT của Macedonia.
Ghana đã ra mắt "Ứng dụng theo dõi GH Covid-19", một ứng dụng dành cho hai hệ điều hành là Android và IOS được trang bị công nghệ theo dõi vị trí để cung cấp thông tin chi tiết về những người đã ở cùng một sự kiện, địa điểm, quốc gia hoặc các địa điểm được xác định khác để cung cấp thông tin chính xác cho cơ quan y tế làm thêm giờ để biết ai sẽ sàng lọc và cung cấp hỗ trợ cần thiết. Ứng dụng được phát triển bởi Bộ Truyền thông và Công nghệ và Bộ Y tế. Tính đến  ngày 14 tháng 4 năm 2020, the app was awaiting approval by the Google Play Store and Apple App Store.

## Các quốc gia đang xem xét triển khai
Tại Vương quốc Anh, Matthew Gould, giám đốc điều hành của NHSX, cơ quan chính phủ chịu trách nhiệm về chính sách liên quan đến công nghệ trong NHS, cho biết vào cuối tháng 3 năm 2020 rằng tổ chức này đang xem xét nghiêm túc ứng dụng sẽ cảnh báo mọi người nếu gần đây họ đã tiếp xúc với người có kết quả dương tính với virus sau khi các nhà khoa học khuyên chính phủ cho rằng nó "có thể đóng vai trò quan trọng" trong việc hạn chế khóa máy. Vào ngày 12 tháng 4, chính phủ tuyên bố rằng ứng dụng theo dõi liên lạc đang trong giai đoạn phát triển nâng cao và sẽ có sẵn để triển khai trong vòng vài tuần.
Một ứng dụng tương tự được lên kế hoạch ở Ireland, và ở Pháp mang tên "StopCovid".
Cả Úc và New Zealand đều đang xem xét các ứng dụng dựa trên ứng dụng TraceTogether của Singapore và giao thức BlueTrace.
Nga dự định giới thiệu ứng dụng định vị địa lý cho bệnh nhân được chẩn đoán mắc COVID-19 sống ở Moskva, được thiết kế để đảm bảo họ không rời khỏi nhà.

## Vấn đề thực tế
Ross Anderson, giáo sư kỹ thuật bảo mật tại Đại học Cambridge, đã liệt kê một số vấn đề thực tế tiềm ẩn với các hệ thống dựa trên ứng dụng, bao gồm cả dương tính giả và thiếu hiệu quả nếu việc tiếp nhận ứng dụng chỉ giới hạn ở một phần nhỏ dân số. Mô hình của các nhà nghiên cứu tại Đại học Oxford đã gợi ý rằng 80% tất cả người dùng điện thoại thông minh trong thành phố một triệu người sẽ phải sử dụng hệ thống theo dõi để có hiệu quả chống lại coronavirus.
Kế hoạch do hai công ty công nghệ Google và Apple được đề xuất dự định giải quyết vấn đề khắc phục bằng cách kết hợp cơ chế theo dõi trong các hệ điều hành thiết bị của họ, được phân phối bởi các cơ chế cập nhật phần mềm tiêu chuẩn.

## Hạn chế cửa hàng ứng dụng
Giải quyết mối lo ngại về sự lây lan của các ứng dụng "coronavirus" gây hiểu lầm hoặc có hại, Apple đặt ra giới hạn về loại tổ chức nào có thể thêm các ứng dụng liên quan đến coronavirus vào App Store của mình, giới hạn chúng chỉ ở các tổ chức "chính thức" hoặc có uy tín. Google và Amazon đã thực hiện các hạn chế tương tự.

## Sự riêng tư, phân biệt đối xử và những lo ngại ngoài lề
Các nhà vận động bảo mật bày tỏ mối quan tâm của họ về tác động của giám sát hàng loạt bằng các ứng dụng coronavirus, đặc biệt là liệu cơ sở hạ tầng giám sát được tạo ra để đối phó với đại dịch coronavirus sẽ bị dỡ bỏ sau khi mối đe dọa đã qua. Ân xá quốc tế và hơn 100 tổ chức khác đã ban hành một tuyên bố kêu gọi giới hạn đối với loại giám sát này. Các tổ chức tuyên bố tám điều kiện về các dự án chính phủ:
1. giám sát sẽ phải là "hợp pháp, cần thiết và cân xứng";
2. phần mở rộng của giám sát và giám sát sẽ phải có điều khoản sử dụng;
3. việc sử dụng dữ liệu sẽ phải được giới hạn cho các mục đích COVID-19;
4. bảo mật dữ liệu và ẩn danh sẽ phải được bảo vệ và hiển thị để được bảo vệ dựa trên bằng chứng;
5. giám sát kỹ thuật số sẽ phải tránh làm trầm trọng thêm sự phân biệt đối xử và ngoài lề;
6. mọi chia sẻ dữ liệu với các bên thứ ba sẽ phải được xác định theo luật;
7. sẽ phải có biện pháp bảo vệ chống lạm dụng và quyền của công dân để đối phó với lạm dụng;
8. "Sự tham gia có ý nghĩa" của tất cả "các bên liên quan" sẽ được yêu cầu, bao gồm cả các chuyên gia y tế công cộng và các nhóm bên lề.

Câu lạc bộ máy tính Chaos nước Đức (CCC) và Phóng viên không biên giới (Reporter ohne Grenzen) (RSF) cũng ban hành danh sách kiểm tra.
Kế hoạch do hai công ty công nghệ Google/Apple được đề xuất dự định giải quyết vấn đề giám sát liên tục bằng cách loại bỏ cơ chế truy tìm khỏi hệ điều hành thiết bị của họ một khi không còn cần thiết nữa.

## Phương pháp chung

### Theo dõi vị trí tập trung vào mạng
Một số quốc gia đã sử dụng theo dõi vị trí dựa trên mạng thay vì ứng dụng, loại bỏ cả nhu cầu tải xuống ứng dụng và khả năng tránh theo dõi. Ở Israel, theo dõi dựa trên mạng đã được phê duyệt. Các giải pháp dựa trên mạng có quyền truy cập vào dữ liệu vị trí thô có các vấn đề riêng tư tiềm ẩn đáng kể. Tuy nhiên, không phải tất cả các hệ thống có máy chủ trung tâm đều cần có quyền truy cập vào dữ liệu vị trí cá nhân; một số hệ thống bảo vệ quyền riêng tư đã được tạo ra chỉ sử dụng các máy chủ trung tâm để liên lạc (xem phần bên dưới).
Ở Hàn Quốc, một hệ thống không dựa trên ứng dụng đã được sử dụng để thực hiện theo dõi liên lạc. Thay vì sử dụng một ứng dụng chuyên dụng, hệ thống đã thu thập thông tin theo dõi từ nhiều nguồn khác nhau bao gồm dữ liệu theo dõi thiết bị di động và dữ liệu giao dịch thẻ và kết hợp chúng để tạo thông báo qua tin nhắn văn bản cho các cá nhân có khả năng bị nhiễm. Ngoài việc sử dụng thông tin này để cảnh báo các liên hệ tiềm năng, chính phủ cũng đã cung cấp thông tin vị trí công khai, một số thứ được cho phép vì những thay đổi sâu rộng đối với luật riêng tư thông tin sau khi MERS bùng phát ở quốc gia đó. Thông tin này có sẵn cho công chúng thông qua một số ứng dụng và trang web.
Các quốc gia bao gồm Đức cân nhắc sử dụng cả hệ thống tập trung và bảo vệ quyền riêng tư. Tính đến  ngày 6 tháng 4 năm 2020, các chi tiết vẫn chưa được tiết lộ.

### Khung theo dõi bảo mật
Truy tìm liên hệ bảo mật quyền riêng tư là một khái niệm được thiết lập tốt, với một lượng lớn tài liệu nghiên cứu có niên đại ít nhất là năm 2013.
Kể từ ngày 7 tháng 4 năm 2020, hơn một chục nhóm chuyên gia đang nghiên cứu các giải pháp thân thiện với quyền riêng tư, chẳng hạn như sử dụng Bluetooth Low Energy (BLE) để ghi lại sự gần gũi của người dùng với các điện thoại di động khác. Sau đó người dùng sẽ nhận được tin nhắn nếu họ đã giao tiếp hay liên hệ với người thử nghiệm có kết quả dương tính với COVID-19.
Một nhóm các nhà nghiên cứu châu Âu, bao gồm từ Fraunhofer Heinrich Hertz Institute và École Polytechnique Fédérale de Lausanne, nằm dưới sự bảo trợ của dự án Pan-European Privacy-Preserving Proximity Tracing (PEPP-PT), phát triển một ứng dụng dựa trên BLE để phục vụ mục đích này được thiết kế để tránh sự giám sát xâm phạm của nhà nước. Tuy nhiên, PEPP-PT là một nỗ lực phối hợp bao gồm cả các phương pháp tập trung và phi tập trung, và không phải là một giao thức đơn lẻ.
Các giao thức phi tập trung bao gồm Truy tìm khoảng cách bảo mật phân cấp (DP-PPT/DP-3T), Số liên lạc tạm thời (TCN, fka Liên hệ số sự kiện, CEN), Các giao thức và cơ chế nhạy cảm về quyền riêng tư đối với theo dõi liên lạc trên thiết bị di động (PACT) và những người khác. Trong các giao thức này, dữ liệu cá nhân có thể nhận dạng không bao giờ rời khỏi thiết bị và tất cả các kết quả khớp đều diễn ra trực tiếp trên thiết bị.
Nhóm bảo mật tại MIT Media Lab đã và đang phát triển SafePaths, một nền tảng để sử dụng các kỹ thuật bảo vệ quyền riêng tư khi thu thập và sử dụng dữ liệu vị trí hoặc đường giao nhau để theo dõi sự lây lan của COVID-19. Nó dựa trên nghiên cứu từ whitepaper (tờ giấy trắng) "Apps Gone Rogue: Duy trì quyền riêng tư cá nhân trong một dịch bệnh" được phát hành vào tháng 3 năm 2020.
Một nỗ lực tương tự khác là nền tảng SafeTrace bởi Enigma MPC, một công ty phát triển các công nghệ bảo mật cũng được thành lập ban đầu tại MIT Media Lab. SafeTrace sử dụng các công nghệ phần cứng an toàn để cho phép người dùng chia sẻ dữ liệu vị trí và sức khỏe nhạy cảm với người dùng và quan chức khác mà không ảnh hưởng đến quyền riêng tư của dữ liệu đó. SafeTrace cho phép cả hai chế độ xem cục bộ, một báo cáo riêng lẻ cho thấy người dùng ở đâu và khi họ chồng chéo với các cá nhân đã thử nghiệm tích cực, cũng như bản đồ nhiệt nhìn toàn cầu.
Vào ngày 5 tháng 4 năm 2020, Liên minh TCN toàn cầu được thành lập bởi các nhóm đã kết hợp xung quanh những gì về cơ bản là cùng một cách tiếp cận và các giao thức chồng chéo, với mục tiêu giảm phân mảnh và cho phép khả năng tương tác toàn cầu của các ứng dụng truy tìm, cảnh báo; quan trọng của việc đạt được áp dụng rộng rãi. Liên minh TCN cũng đã giúp thiết lập Quyền dữ liệu cho khung cảnh báo và theo dõi liên lạc kỹ thuật số, có chức năng như một hóa đơn quyền cho người dùng các ứng dụng đó.
Vào ngày 6 tháng 4, Quỹ Zerobase, một tổ chức phi lợi nhuận y tế công cộng toàn cầu , đã xuất bản một ứng dụng web nguồn mở sử dụng mạng mã QR để thực hiện theo dõi liên hệ bảo vệ quyền riêng tư mà không yêu cầu cài đặt ứng dụng hoặc cung cấp thông tin nhận dạng cá nhân.
Vào ngày 9 tháng 4 năm 2020, chính phủ Singapore tuyên bố rằng họ đã mở nguồn giao thức BlueTrace được sử dụng bởi ứng dụng chính thức của chính phủ.

#### Dự án theo dõi liên hệ của Google / Apple
Vào ngày 10, tháng 4, năm 2020. Google và Apple, cho phép các công ty kiểm soát thiết bị di động trên hai nền Android và iOS, đã công bố một sáng kiến về theo dõi liên lạc mà họ tuyên bố sẽ bảo vệ quyền riêng tư, dựa trên sự kết hợp giữa công nghệ Bluetooth Low Energy và bảo vệ quyền riêng tư mật mã. Họ cũng công bố thông số kỹ thuật của các công nghệ cốt lõi được sử dụng trong hệ thống. According to Apple and Google, the system is intended to be rolled out in three stages:
- Đặc tả và xuất bản API
- Triển khai các công cụ để cho phép các chính phủ tạo ra các ứng dụng truy tìm người bị nhiễm coronavirus và bảo vệ quyền riêng tư chính thức cho người dùng
- Tích hợp chức năng này trực tiếp vào iOS và Android

Google và Apple có kế hoạch giải quyết các vấn đề giám sát liên tục và nghiêm trọng bằng cách trước tiên phân phối hệ thống thông qua các bản cập nhật hệ điều hành và sau đó loại bỏ nó theo cùng một cách khi mối đe dọa đã qua.

## Các quốc gia có ứng dụng truy tìm liên hệ chính thức
| Tên                                                                 | Chức năng                          | Nền tảng             | Tác giả/người quảng cáo | Giấy phép                                                                         | Trang chủ                                                                                                 | Tham chiếu |
| ------------------------------------------------------------------- | ---------------------------------- | -------------------- | --- | --------------------------------------------------------------------------------- | --- | ---------- |
| Pan-European Privacy-Preserving Proximity Tracing (PEPP-PT) project | privacy-preserving contact tracing | undisclosed          | Fraunhofer Institute for Telecommunications, Robert Koch Institute, Technical University of Berlin, TU Dresden, University of Erfurt, Vodafone Germany | multiple protocols, closed source, private specifications                         | https://www.pepp-pt.org/ Lưu trữ ngày 9 tháng 4 năm 2020 tại Wayback Machine                              | [ 56 ]     |
| Google / Apple privacy-preserving tracing project                   | privacy-preserving contact tracing | platform-independent | Google, Apple Inc. | public specification                                                              | https://www.apple.com/covid19/contacttracing                                                              | [ 57 ]     |
| Decentralized Privacy-Preserving Proximity Tracing (DP-3T)          | privacy-preserving contact tracing | platform-independent | EPFL, ETHZ, KU Leuven, TU Delft, University College London, CISPA, University of Oxford, University of Torino / ISI Foundation                         | publicly-developed Apache 2.0 reference implementation, MPL 2.0 iOS/Android code. | https://github.com/DP-3T                                                                                  | [ 58 ]     |
| BlueTrace / OpenTrace                                               | privacy-preserving contact tracing | platform-independent | Singapore Government Digital Services | public specification, GPL 3 code                                                  | bluetrace.io Lưu trữ ngày 11 tháng 4 năm 2020 tại Wayback Machine                                         | [ 4 ]      |
| TCN Coalition / TCN Protocol                                        | privacy-preserving contact tracing | platform-independent | CovidWatch, CoEpi, ITO, Commons Project, Zcash Foundation, Openmined                                                                                   | public developed specification, MIT License code                                  | tcn-coalition.org https://github.com/TCNCoalition/TCN Lưu trữ ngày 4 tháng 7 năm 2021 tại Wayback Machine | [ 57 ]     |

## Danh sách ứng dụng theo quốc gia
| Quốc gia       | Tên                                       | Chức năng                             | Nền tảng                                   | Tác giả/người hỗ trợ                                                                                           | Giấy phép                                                     | Giao thức | Trang chủ | Tham chiếu                  |
| -------------- | ----------------------------------------- | ------------------------------------- | ------------------------------------------ | --- | ------------------------------------------------------------- | --------- | --- | --------------------------- |
| Việt Nam       | NCOVI                                     | báo cáo y tế                          | Android, iOS                               | VNPT, Bộ Y tế Việt Nam                                                                                         | Độc quyền                                                     |           | TRANG TIN VỀ DỊCH BỆNH VIÊM ĐƯỜNG HÔ HẤP CẤP COVID-19 Lưu trữ ngày 13 tháng 2 năm 2020 tại Wayback Machine Lưu trữ ngày 13 tháng 2 năm 2020 tại Wayback Machine | [ 59 ]                      |
| Úc             | Coronavirus Australia                     | thông tin, đăng ký cách ly            | Android, iOS                               | Delv Pty Ltd / Bộ Y tế Úc                                                                                      | Độc quyền                                                     |           | health.gov.au | [ 60 ]                      |
| Áo             | Stopp Corona                              | liên hệ truy tìm, báo cáo y tế        | Android, iOS                               | Hội Chữ thập đỏ Áo                                                                                             |                                                               |           | |                             |
| Trung Quốc     | "Mã y tế Alipay"                          | liên hệ truy tìm                      | Android, iOS                               | được tích hợp vào các ứng dụng Alipay và WeChat                                                                | Độc quyền                                                     |           | | [ 61 ] [ 62 ] [ 63 ] [ 64 ] |
| Cộng hòa Séc   | eRouška                                   | liên hệ truy tìm                      | Android, iOS                               | Bộ Y tế và Vệ sinh Cộng hòa Séc                                                                                | Giấy phép MIT                                                 |           | erouska.cz | [ 5 ] [ 65 ] [ 66 ] [ 67 ]  |
| Đức            | Coronika                                  | nhật ký, liên lạc truy tìm, thông tin | Android, iOS                               | Kreativzirkel Lưu trữ ngày 3 tháng 8 năm 2020 tại Wayback Machine                                              | Giấy phép MIT                                                 |           | coronika.app Lưu trữ ngày 6 tháng 8 năm 2020 tại Wayback Machine                                                                                                | [ 68 ]                      |
| Đức            | Our Health In Our Hands (OHIOH)           | liên hệ truy tìm, báo cáo y tế        | Android, iOS                               | / Tjark Ziehm                                                                                                  | Giấy phép MIT                                                 |           | ohioh.de | [ 69 ]                      |
| Đức            | Ito                                       | liên hệ truy tìm                      | Android                                    | Partners Lưu trữ ngày 5 tháng 5 năm 2020 tại Wayback Machine like TUM                                          |                                                               | TCN       | www.ito-app.org | [ 70 ]                      |
| Pháp           | StopCovid                                 | liên hệ truy tìm                      | không xác định                             | Government of France / INRIA, Orange, Capgemini, Dassault Systèmes, Sopra Steria, Accenture, Sia Partners      |                                                               |           | github.com/betagouv/StopCovid | [ 72 ] [ 73 ]               |
| Ghana          | GH COVID-19 Tracker App                   |                                       | Android, iOS: awaiting app store approvals | Ministry of Communication and Technology, Ministry of Health                                                   |                                                               |           | | [ 7 ] [ 8 ]                 |
| Hồng Kông      | Stay Home Safe                            | kiểm dịch thực thi                    | không xác định                             | Chính phủ đặc khu hành chính Hồng Kông                                                                         | không xác định                                                |           | | [ 74 ]                      |
| Iceland        | Rakning C-19                              | liên hệ truy tìm                      | không xác định                             | Cục quản lý dân sự và bảo vệ khẩn cấp Iceland và Tổng cục Y tế                                                 | không xác định                                                |           | | [ 75 ]                      |
| Ấn Độ          | Aarogya Setu                              | liên hệ truy tìm                      | Android, iOS                               | Chính phủ Liên minh Ấn Độ / Trung tâm tin học quốc gia                                                         |                                                               |           | aarogyasetu.in Lưu trữ ngày 11 tháng 4 năm 2020 tại Wayback Machine                                                                                             | [ 76 ]                      |
| Ấn Độ          | COVA Punjab                               | liên hệ truy tìm                      | Android, iOS                               | Chính phủ của bang Punjab                                                                                      |                                                               |           | | [ 77 ]                      |
| Ấn Độ          | COVID-19 Feedback                         | phản hồi                              | Android                                    | Liên minh Bộ Điện tử và Công nghệ thông tin / Liên minh Bộ Y tế và Phúc lợi gia đình                           |                                                               |           | | [ 77 ]                      |
| Ấn Độ          | COVID-19 Quarantine Monitor               | liên hệ truy tìm, định vị địa lý      | TBA                                        | Chính phủ của Tamil Nadu / Giải pháp AI của Pixxon                                                             |                                                               |           | | [ 77 ]                      |
| Ấn Độ          | Corona Kavach                             | thông tin                             | Android (đã tạm ngưng)                     | Liên minh Bộ Điện tử và Công nghệ Thông tin / Liên minh Bộ Y tế và Phúc lợi Gia đình                           |                                                               |           | | [ 77 ] [ 78 ]               |
| Ấn Độ          | GoK Direct                                | thông tin                             | Android, iOS                               | Chính phủ Kerala / Qkopy (dành cho Android), Truyền thông MuseON (cho iOS)                                     | Độc quyền                                                     |           | | [ 77 ] [ 79 ] [ 80 ]        |
| Ấn Độ          | Mahakavach                                | liên hệ truy tìm                      | Android                                    | Government of Maharashtra                                                                                      |                                                               |           | | [ 77 ]                      |
| Ấn Độ          | Quarantine Watch                          | liên hệ truy tìm                      | Android                                    | Chính phủ Karnataka                                                                                            |                                                               |           | | [ 77 ]                      |
| Ấn Độ          | Test Yourself Goa                         | tự chẩn đoán                          | Android                                    | Chính phủ Goa / Nhà sáng tạo                                                                                   |                                                               |           | | [ 77 ] [ 81 ]               |
| Ấn Độ          | Test Yourself Puducherry                  | tự chẩn đoán                          | Android                                    | Chính phủ của Puducherry / Nhà sáng tạo                                                                        |                                                               |           | | [ 77 ] [ 81 ]               |
| Israel         | Hamagen (tiếng Hebrew: המגן "the shield") | liên hệ truy tìm                      | Android, iOS                               | Bộ Y tế Israeli                                                                                                | Giấy phép MIT                                                 |           | | [ 82 ] [ 83 ] [ 84 ] [ 85 ] |
| Ý              | Immuni ("Immune")                         | liên hệ truy tìm, tự chẩn đoán        | Android, iOS                               | Bending Spoons                                                                                                 | chưa biết                                                     | PEPP-PT   | | [ 86 ]                      |
| Bắc Macedonia  | StopKorona!                               | liên hệ truy tìm                      | Android, iOS                               | Bộ Y tế (Bắc Macedonia)                                                                                        |                                                               |           | | [ 6 ]                       |
| Na Uy          | Smittestopp                               | liên hệ truy tìm                      | Android, iOS                               | Simula Research Laboratory / Norwegian Institute of Public Health (FHI)                                        |                                                               |           | | [ 87 ]                      |
| Ba Lan         | ProteGO                                   | liên hệ truy tìm                      | Android, iOS                               | authors: Jakub Lipinski, Karol Kostrzewa, Dariusz Aniszewski; supporter: Ministry of Digital Affairs of Poland | GNU GPLv3 + GNU AGPLv3                                        |           | github.com/ProteGO-app | [ 88 ] [ 89 ] [ 90 ]        |
| Nga            | "Social Monitoring"                       | liên hệ truy tìm                      | đang trong quá trình phát triển            | Infogorod / Gaskar                                                                                             |                                                               |           | | [ 91 ] [ 92 ]               |
| Ả Rập Xê Út    | Tawakkalna                                | quản lý giới nghiêm                   | Android, iOS                               | Cơ quan dữ liệu và trí tuệ nhân tạo Saudi                                                                      |                                                               |           | | [ 93 ]                      |
| Singapore      | TraceTogether                             | liên hệ truy tìm                      | Android, iOS                               | Cơ quan Dịch vụ Kỹ thuật số Chính phủ của Cơ quan Công nghệ Chính phủ của Singapore                            | tương thích với khung công tác nguồn mở OpenTrace / BlueTrace |           | | [ 94 ]                      |
| Hàn Quốc       | Corona 100m                               | liên hệ truy tìm                      | Android (không còn hiệu lực)               | Bae Won-Seok / TINA3D                                                                                          |                                                               |           | | [ 95 ] [ 96 ] [ 97 ]        |
| Vương quốc Anh | Covid Symptom Tracker                     | tự chẩn đoán                          | Android, iOS                               | King College London, Bệnh viện của Guy và St Thomas, Zoe Global Limited                                        |                                                               |           | | [ 98 ]                      |
| Vương quốc Anh | NHS App                                   | đa năng                               | Android, iOS                               | NHS kỹ thuật số                                                                                                |                                                               |           | www.nhs.uk | [ 99 ]                      |
| Hoa Kỳ         | Ứng dụng COVID-19 Apple                   | thông tin                             | iOS                                        | Apple Inc. / Chính quyền liên bang Hoa Kỳ                                                                      |                                                               |           | | [ 100 ]                     |
| Hoa Kỳ         | How We Feel                               | tự chẩn đoán                          | Android, iOS                               | Pinterest và những người khác                                                                                  |                                                               |           | | [ 101 ]                     |
| Hoa Kỳ         | Private Kit: Safe Paths                   | liên hệ truy tìm                      | Android, iOS                               | MIT | Giấy phép MIT                                                 |           | safepaths.mit.edu Lưu trữ ngày 9 tháng 4 năm 2020 tại Wayback Machine                                                                                           | [ 102 ]                     |
| Hoa Kỳ         | Covid Watch                               | theo dõi và cảnh báo kỹ thuật số      | Android, iOS                               | Covid Watch |                                                               | TCN       | https://www.covid-watch.org/ Lưu trữ ngày 16 tháng 4 năm 2020 tại Wayback Machine                                                                               | [ 103 ]                     |
| Hoa Kỳ         | coEpi                                     | tự báo cáo                            | Android, iOS                               | coEpi |                                                               | TCN       | | [ 104 ]                     |
| Hoa Kỳ         | Zerobase                                  | liên hệ truy tìm                      | Ứng dụng Web                               | Zerobase Foundation                                                                                            | Apache 2.0                                                    |           | https://zerobase.io Lưu trữ ngày 21 tháng 4 năm 2020 tại Wayback Machine                                                                                        | [ 105 ]                     |